# 东镇街道 (信宜市)
东镇街道，是中华人民共和国广东省茂名市信宜市下辖的一个乡镇级行政单位。东镇街道是信宜市委、市政府所在地。

## 历史沿革
东镇一带自古是信宜地区的货物集散地之一，清朝康熙年间，当地富豪谭诗在陈锦垌处建集市，名为陈锦墟，锦江河对岸有地主孟继世决定另起炉灶，在河西岸也建一条街，将“陳錦”两字各取其半，即“陳”字之“东”，“錦”字之“金”再加“真”字为“鎮”，取“货真价实”之意，命名为“东镇”街。“东镇”街日益兴旺后，当地富豪接连建街，由街成墟，店铺发展到三百余间，分成永富街、高第街、二三甲、四五甲、太平里等五个墟段。由于东镇地理位置优越，位于水陆运输枢纽，陆路上为附近各大墟镇的中心点，水路上可循鉴江通达茂名、梅菉等地，逐渐发展成为当地商业中心，盐业、药材、木材贸易活跃。
东镇墟早期由于街道狭窄，店铺矮小，店内光线较差，被称为“阴街”，多次鼠疫流行，又以民国16年（1927年）最为严重，商民几乎逃避一空。故民国17年（1928年）春，全墟整治改造，扩大街道，修建骑楼，卫生得以好转。抗日战争时期，广东省政府西南行署设在信宜，东镇成为当时粤西、桂东进出口的重要中转站，工商业盛极一时。
1952年4月，信宜县人民政府由镇隆镇迁址于东镇，东镇成为信宜县城所在地，先后进行了三次大规模的拆旧建新工程。1958年秋为东镇人民公社；1961年分为东镇、竹山和信城3个人民公社；1983年分别改为东镇区、竹山区和信城镇；1986年信城镇与东镇区、竹山区合并建制为东镇镇；2005年东镇镇改为东镇街道。
2021年11月，原东镇街道以锦江河为分界线，分设为东镇街道、玉都街道。

## 行政区划
东镇街道下辖以下地区：
新尚社区、解放一社区、解放二社区、沿江一路社区、人民南路社区、人民北路社区、新里社区、长塘社区、北逻社区、垌尾社区、六贺社区、坡岭社区、栗木社区、六运社区、六谢社区、水库社区、尚文社区、凤岗村、礼垌村、六宅村、文冲村、庄垌村和十腰村。